# Энергосбережение
Энергосбережение (экономия энергии) — реализация правовых, организационных, научных, производственных, технических и экономических мер, направленных на эффективное (рациональное) использование (и экономное расходование) топливно-энергетических ресурсов и на вовлечение в хозяйственный оборот возобновляемых источников энергии. 
Энергосбережение — экологическая задача по сохранению природных ресурсов и уменьшению загрязнения окружающей среды выбросами продуктов сгорания топлива и экономическая задача по снижению себестоимости товаров и услуг.
Актуальность энергосбережения растет во всех странах, особенно в небогатых своими энергоресурсами, в связи с опережающим ростом цен на основные традиционные виды энергоресурсов и постепенным истощением их мировых запасов. 
Энергетические кризисы наряду с экологическими проблемами наиболее сильный стимул для энергосбережения.

## Основные технические направления и способы энергосбережения

### Проектирование и строительство энергоэкономичных зданий
На обогрев зданий в зимний и охлаждение в летний периоды расходуется большое количество тепловой и электрической энергии. Применение комплекса грамотных решений на этапах проектирования, строительства и капитального ремонта позволяет многократно (например, в зданиях типа Пассивный дом до 10 раз) снизить самые крупные статьи расхода энергии — на отопление, горячее водоснабжение и кондиционирование.
В РФ для обозначения степени энергоэкономичности зданиям присваивают класс энергоэффективности, обозначаемый A++, A+, A, B+, B, C+, C, C-, D, E. При определении класса энергоэкономичности учитываются расходы только сравнительно дешёвой тепловой энергии в отопительный период и не учитываются расходы более дорогой электрической энергии на кондиционирование (охлаждение и обогрев) в летний и переходный периоды. Таким образом, подобная система обозначений не может объективно характеризовать общую степень энергоэффективности здания.

#### Архитектурное решение
- энергетически рациональная ориентация здания относительно сторон света с точки зрения оптимальной инсоляции оконных проемов.

Одним из наиболее эффективных и простых решений повышения экономичности и комфортности зданий является правильная ориентация зданий относительно сторон света. Зимой наибольшее поступление солнечной лучистой энергии приходится на стены и окна южной ориентации (в северном полушарии), а в летний период больше всего облучаются восточные и западные стены и окна. В этой связи наиболее рациональной ориентацией является широтное расположение вытянутых в плане зданий с таким расчётом, чтобы зимой через южные окна было максимальное поступление лучистой солнечной энергии, а летом поступление тепла через восточные и западные окна было минимальным. Следует избегать Г-образной, П-образной или т. п. планировки зданий, особенно высотных. Если проектируемое здание имеет в плане форму, близкую к квадратной, то основную часть окон следует расположить с юга и севера и, по возможности, уменьшить количество и площадь восточных и западных окон. Сами здания следует располагать на достаточном расстоянии друг от друга во избежание существенного затенения окон одного здания другим зданием в зимний период. Улицы для индивидуальной жилой застройки также следует проектировать в широтном направлении: южные окна домов в таком случае будут выходить на улицу или во двор и, следовательно, не будут затеняться рядом стоящими соседними домами (а также не будут прямо смотреть на соседние смежные участки, что особенно актуально для окон вторых этажей). Не допускается посадка деревьев (особенно хвойных пород) с густой кроной вблизи от южных и северных окон.

#### Объемно-планировочное решение
- энергоэффективная форма дома, обеспечивающая минимальную площадь наружных ограждений по отношению к площади пола;
- оптимальная площадь остекления;
- наличие тамбуров на входах;
- эффективная солнцезащита от летнего перегрева, который ухудшает комфорт и приводит к затратам электроэнергии на охлаждение.

#### Конструктивные решения
- непрерывная изолирующая оболочка наружных ограждений здания с внешней стороны из высокоэффективных теплоизоляционных материалов, отсутствие мостов холода, герметичность;

Теплоизоляция с внешней стороны здания имеет ряд преимуществ перед внутренней теплоизоляцией: точка росы выносится в теплоизоляцию на наружной поверхности (материал стен при этом не сыреет); значительно сглаживаются колебания температуры в помещении за счёт тепловой инерции материала внешних стен (кирпич, бетон и т. п.), внешние стены при этом играют роль аккумулятора тепловой энергии при неравномерном по времени поступлении тепла (солнечное тепло, тепло от печного отопления, электроотопление с помощью льготных ночных тарифов и т.п.); улучшаются условия эксплуатации материала внешних стен.
- использование оконных систем с высоким уровнем теплозащиты: энергосберегающие стеклопакеты из стекла с селективным покрытием (i-стекло) и с наполнением межстекольного промежутка тяжёлыми инертными газами, многокамерные пластиковые профили и профили из клееного деревянного бруса, качественные уплотнители рам и тёплые дистанционные рамки стеклопакетов.

#### Инженерные решения
- обеспечение воздухообмена с минимальными потерями тепла/прохлады в холодный/жаркий периоды года с помощью механической приточно-вытяжной системы с рекуперацией тепла.
- использование энергии внешних природных источников и окружающей дом территории, например, использование солнечной энергии для отопления и нагрева воды, использование круглогодично стабильной температуры подземного грунта для обогрева зимой и кондиционирования летом с помощью теплового насоса, который позволяет получить или отвести наружу 3-4 единицы тепловой энергии на каждую единицу затраченной электроэнергии. Ещё более экономично прямое пассивное кондиционирование без участия теплового насоса.
- обогрев с помощью тёплых водяных полов в связке с тепловым насосом. Тёплые полы по сравнению с традиционными радиаторами отопления дают более равномерный прогрев помещений и высокую степень комфорта при меньших затратах тепла.
- использование внутренних тепловыделений дома, например, нагрев воды теплом выделяемым  конденсатором холодильника и внешним блоком кондиционера.
- дополнительная экономия тепловой и электрической энергии за счёт использования автоматизированной системы управления всеми техническими устройствами в здании (система «Умный дом»).

#### Опыт строительства энергосберегающих зданий
К уже построенным домам нулевого энергопотребления относятся: дом для инвалидов в Ярвенпяа (2124 м²), студенческое общежитие в Куопио (2124 м²), односемейный дом в Мянтюхарью (154 м²). В Хювинкяа будет построен односемейный дом на 160 м² в 2013 году. Дома с почти нулевым потреблением возведены в Якобстаде (односемейный, 165 м²) и в Лахти (дом пенсионеров, 16500 м²)
В 2015 году компания Ruukki завершила строительство одного из первых в мире объектов коммерческой недвижимости с почти нулевым уровнем энергопотребления. Этим экспериментальным объектом стало здание исследовательского центра Университета прикладных наук Финляндии (г. Хямеенлинне).
В марте 2018 года построен первый в Кыргызстане многоквартирный жилой дом в Бишкеке с автономной системой отопления и электроснабжения. Тепло и электроэнергия для жильцов бесплатны в рамках установленных нормативов.

### Экономия электрической энергии
Наибольшее энергопотребление из бытовых электроприборов имеют устройства, имеющие в своей конструкции нагревательные элементы (электроплиты, обогревательные приборы, электрочайники, СВЧ-печи, стиральные машины и т. п.), а также другие устройства с высокой потребляемой мощностью (кондиционеры, пылесосы). Также значительное суммарное энергопотребление имеют холодильники ввиду того что они несмотря на относительно небольшую мощность работают круглосуточно и круглогодично.
При покупке электроприборов следует обращать внимание на потребляемую мощность и классы энергоэффективности.

#### Электроплиты
- использование газовых варочных плит вместо электрических там, где это возможно.
- Электроплитаиспользование более экономичного варочного оборудования: мультиварки, индукционные электроплиты, скороварки и т. п.
- использование посуды с широким плоским дном, полностью покрывающим поверхность конфорки электроплиты.

#### Электрообогрев
- перевод отопления с дорогого электричества на более дешёвые виды энергии;
- замена прямого электрообогрева на обогрев с использованием тепловых насосов;
- подбор оптимальной мощности электрообогревательных устройств;
- оптимальное размещение устройств электрообогрева для снижения времени и требуемой мощности их использования;
- местный (локальный) обогрев, в том числе переносными обогревателями, направленный обогрев рефлекторами;
- использование устройств регулировки температуры, в том числе устройств автоматического включения и отключения, снижения мощности в зависимости от температуры, временных таймеров;

#### Холодильные установкии кондиционирование
Для холодильных установок и бытовых холодильников основными способами снижения потребления электроэнергии являются: 
- оптимальный подбор объёма холодильной и морозильной камер при покупке;
- качественные теплоизоляция корпуса (стенок) и уплотнитель двери холодильника;
- не допускать образования наледи, инея в холодильнике, вовремя размораживать;
- не рекомендуется помещать в холодильную установку (холодильник) материалы и продукты, имеющие температуру выше температуры окружающей среды — их необходимо предварительно охладить до температуры снаружи;
- качественный отвод тепла — эффективное охлаждение теплоотводящего радиатора (эффективная вентиляция радиатора, вынос радиатора холодильника в неотапливаемое помещение либо помещение холодильника туда в холодное время года);
- не допускается ставить холодильник близко к источникам тепла и подвергать солнечным лучам.

Для кондиционирования:
- необходимо корректно подбирать тип кондиционирования (пассивный, испарительный, мобильный, оконный, сплит-система, VRV/VRF-система, система чиллер-фанкойл) в зависимости от климата, требуемой мощности и типа помещения;
- в сухом и жарком климате необходимо использовать более экономичные кондиционеры испарительного типа (с прямым или непрямым испарением) вместо компрессионных;
- применение пассивного кондиционирования при возможности прямого отвода тепла в подземные воду и грунт;
- при кондиционировании компрессионным кондиционером окна и двери должны быть закрыты — иначе кондиционер будет охлаждать улицу или коридор;
- чистить воздушные фильтры и теплообменники, не допускать их сильного загрязнения;
- необходимо настроить режим автоматического поддержания оптимальной температуры, не охлаждая, по возможности, комнату ниже комфортных 24 градусов;
- рассмотреть возможность отказа от установки и использования кондиционеров, в том числе и с эстетической точки зрения (внешние блоки кондиционеров, висящие на фасадах домов);
- теплоизоляция и солнцезащита помещения.

#### Освещение
Несмотря на активное внедрение энергосберегающих источников света, расход электроэнергии на освещение остаётся значительным. Применение более энергоэффективных источников света нередко приводит не столько к экономии электроэнергии, сколько к избыточной освещённости и антропогенному световому загрязнению окружающей среды. Ключевыми мероприятиями оптимизации потребления электроэнергии на освещение являются:
- максимально рациональное  использование дневного света (рациональное размещение и оптимальная площадь окон, применение оптимального режима бодрствования, максимально совпадающего со световым днём, использование световых фонарей  для освещения внутренних помещений не имеющих окон);
- повышение отражающей способности интерьера и экстерьера (светлые наружные стены рядом стоящих зданий повышают освещённость в помещениях в дневное время за счёт отражения естественного света в окна);
- оптимальное размещение световых источников (местное освещение, направленное освещение);
- использование осветительных приборов только по необходимости, перевод освещения в дежурный режим когда оно меньше требуется (например, уличное освещение с 23-00 до 6-00 часов);
- повышение светоотдачи существующих источников (замена люстр, плафонов, удаление грязи с плафонов, применение более эффективных отражателей);
- Светодиодные лампы с цоколем Е40 предназначены для установки в стандартные светильники уличного освещения для рационального использования энергоресурсовзамена неэффективных ламп накаливания и содержащих опасную ртуть люминесцентных ламп на более энергоэффективные, безопасные и долговечные светодиодные лампы;
- применение устройств управления освещением (датчики движения и акустические датчики, датчики освещенности, таймеры, системы дистанционного управления);
- установка интеллектуальных распределённых систем управления освещением (минимизирующих затраты на электроэнергию для данного объекта).

#### Снижение потерь в электросети
- увеличение значений номиналов проводников — проводов и кабелей;
- отслеживание несанкционированных подключений.
- снижение реактивной потребляемой мощности

#### Электропривод
Основными мероприятиями являются:
- оптимальный подбор мощности электродвигателя;
- использование частотно-регулируемого привода (ЧРП).

### Экономия тепла

#### Снижение теплопотерь
- использование эффективных теплоизоляционных материалов при строительстве и модернизации зданий. В средней полосе России  использование эффективного утеплителя толщиной 100—200 мм  позволяет сэкономить 50—60 % тепла;
- установка теплосберегающих оконных конструкций с применением низкоэмиссионного селективного стекла. Позволяет сэкономить 10—20 % тепла;
- устройство тамбуров на входе в здание и применение утеплённых входных и балконных дверей;
- установка рекуператора тепла выходящего воздуха. Позволяет сэкономить 20—30 % тепла;
- для предотвращения поступления в отапливаемые помещения наружного холодного воздуха через проёмы применяются высокоскоростные воздушно-тепловые завесы[7].

#### Повышение эффективности системтеплоснабжения
Мероприятия по повышению эффективности систем теплоснабжения предусматривают следующие направления оптимизации:
Со стороны источника:
- повышение эффективности источников теплоты за счет снижения затрат на собственные нужды;
- использование современного теплогенерирующего оборудования, такого как конденсационные котлы, пиролизные котлы и тепловые насосы;
- использование узлов учёта тепловой энергии;
- использование ко- и три- генерации;
- использование грунтовых теплообменников.

Со стороны тепловых сетей:
- Снижение тепловых потерь в окружающую среду;
- Оптимизация гидравлических режимов тепловых сетей;
- Использование современных теплоизоляционных материалов;
- Использование антивандальных покрытий при наружной прокладке тепловых сетей;
- Снижение утечек и несанкционированных сливов теплоносителя из трубопроводов.

Со стороны потребителей:
- Снижение тепловых потерь через наружные ограждающие конструкции;
- Использование вторичных энергоресурсов;
- Использование систем местного регулирования отопительных приборов для исключения перетопа;
- Перевод зданий в режим нулевого потребления теплоты на отопление. При этом поддержание параметров воздуха в здании должно происходить за счет внутренних выделений теплоты и высоких параметров тепловой изоляции;
- Использование узлов учёта тепловой энергии;
- Снижение температуры внутреннего воздуха в помещениях в нерабочее время[8].

В целом же меню «технических решений» по модернизации систем теплоснабжения очень обширно и далеко не ограничивается вышеизложенным списком. Ниже приведен пример перечня мер из «Программы модернизации систем теплоснабжения» комплексной программы развития и модернизации жилищно-коммунального комплекса целого региона, включающего 22 муниципальных образования; 126 городских и сельских поселений; более чем 200 отдельных систем теплоснабжения.
Основные мероприятия программы разбиты на шесть укрупненных групп:
- Проведение предпроектных обследований объектов теплоснабжения;
- Строительство новых котельных;
- Модернизация и реконструкция котельных и ЦТП;
- Модернизация и строительство тепловых сетей;
- Внедрение ресурсосберегающих технологий;
- Для максимизации эффекта программы её реализуют в комплексе с модернизацией системы теплозащиты жилых и общественных зданий, совершенствованием их инженерных систем, мерами по утеплению квартир, оснащению их приборами учёта и эффективной водоразборной арматурой.

### Экономия горячей воды
- установка приборов учёта потребления воды;
- использование воды, только когда это действительно необходимо;
- установка автоматических регуляторов расхода воды, аэраторов с регуляторами 6 л/мин для крана и регуляторов 10л/мин для душа;

### Экономия газа
- подбор оптимальной мощности газового котла и насоса;
- утепление помещений, оптимальный подбор эффективных радиаторов отопления в помещениях, где используется обогрев газовым котлом;
- использование на газовых плитах посуды с широким плоским дном, закрывающейся крышкой, желательно прозрачной, подогрев в чайнике только необходимого количества воды;
- перевод отопления, по возможности, на максимально широкое использование иных, более дешёвых видов энергии.

### Экономия моторного топлива
- рациональное использование автотранспорта с целью минимизации непроизводительного пробега со слабой загрузкой;
- совершенствование организации дорожного движения и дорожно-транспортной инфраструктуры, внедрение современных информационных технологий для оптимизации и рационализации пассажирских и грузовых перевозок;
- использование электромобилей, автомобилей с гибридным приводом или на газовом топливе;
- плавные старты и торможения при движении на автомобиле;
- покупка автомобилей с низким расходом топлива;
- своевременная регулировка работы двигателя внутреннего сгорания;
- эффективный и комфортный общественный транспорт.

### Энергосбережение в различных отраслях промышленности

#### Энергосбережение в машиностроении
Из всех потребляемых энергоресурсов на машиностроительных  предприятиях около 30 % расходуется на чисто технологические процессы и около 70 % - на ТЭЦ, котельные, вентиляцию, освещение, выработку сжатого воздуха, внутризаводской транспорт и прочие вспомогательные нужды. Энергоемкими производствами в машиностроении являются: кузнечное, литейное, термическое и гальванопокрытий. Показателями эффективности использования энергоресурсов на предприятии машиностроительного комплекса являются: 
1. Энергоемкость продукции рэн п ( кг у.тУруб.).; 
2. Электроемкость продукции Рэл п (кВт ч/руб.);
3. Теплоемкость продукции рт п (ГДж/руб. или Гкал/руб.);
4. Топливоемкость продукции РТОШ1 п (кг у.т./руб.).
На машиностроительных предприятиях с большим количеством металлообрабатывающих станков значительной экономии электроэнергии можно добиться следующими мероприятиями:
1. Уменьшением припусков и изменением формы заготовок с приближением их к форме готового изделия;
2. Изменением способов обработки изделий;
3. Применением многошпиндельных станков вместо сверления отверстий;
4. Выполнением фрезерных работ с установкой на одном станке нескольких фрез;
5. Увеличением загрузки или заменой недогруженных электродвигателей двигателями меньшей мощности;
6. Изменением параметров резания.

## Эффективность и экономический расчет
При реализации мероприятий энергосбережения и повышения энергоэффективности различают:
- начальные инвестиции (или увеличение, прирост инвестиций из-за выбора более эффективного оборудования). Например, замена ветхих окон в существующем доме на современные со стеклопакетами — инвестиции в энергосбережение, а отказ от установки ламп накаливания и люминесцентных ламп в строящемся доме в пользу светодиодных — увеличение инвестиций в энергосбережение (в доле превышения стоимости светодиодных светильников над обычными);
- единовременные затраты на проведение энергоаудита (энергообследования);
- единовременные затраты на приобретение и монтаж приборов учёта и систем автоматического контроля, удаленного снятия показаний приборов учёта;
- текущие расходы на премирование (поощрение) ответственных за энергосбережение.

Как правило, эффекты от мероприятий энергосбережения рассчитывают:
- как стоимость сэкономленных энергоресурсов или доля стоимости от потребляемых энергоресурсов, в том числе на единицу продукции;
- как количество тонн условного топлива (т. у. т.) сэкономленных энергоресурсов или доля от величины потребляемых энергоресурсов в т. у. т.;
- в натуральном выражении (кВт. ч., Гкал и т. д.);
- как снижение доли энергоресурсов в ВВП в стоимостном выражении, либо в натуральных единицах (т. у. т., кВт. ч.) на 1 руб. ВВП

Эффекты от мероприятий энергосбережения можно разделить на несколько групп:
- экономические эффекты у потребителей (снижение стоимости приобретаемых энергоресурсов);
- эффекты повышения конкурентоспособности (снижение потребления энергоресурсов на единицу производимой продукции, энергоэффективность производимой продукции при её использовании);
- эффекты для электрической, тепловой, газовой сети (снижение пиковых нагрузок приводит к снижению риска аварий, повышению качества энергии, снижению потерь энергии, минимизации инвестиций в расширение сети, и, как следствие, снижению сетевых тарифов);
- рыночные эффекты (например, снижение потребления электроэнергии, особенно в пиковые часы, приводит к снижению цен на энергию и мощность на оптовом рынке электроэнергии — особенно важным является снижение потребления электроэнергии в вечернем пике);
- эффекты, связанные с особенностями регулирования (например, снижение потребления электроэнергии населением уменьшает нагрузку перекрёстного субсидирования на промышленность — в настоящее время в СНГ население платит за электроэнергию, как правило,  ниже её себестоимости, дополнительная финансовая нагрузка включается в тарифы для промышленности);
- экологические эффекты (например, снижение потребления электрической и тепловой энергии в зимнее время приводит к разгрузке наиболее дорогих и «грязных» электростанций и котельных, работающих на мазуте и низкокачественном угле.);
- связанные эффекты (внимание к проблемам энергосбережения приводит к повышению озабоченности проблемами общей эффективности системы — технологии, организации, логистики на производстве, системы взаимоотношений, платежей и ответственности в ЖКХ, отношения к домашнему бюджету у граждан).

Обычно началу реализации мероприятий по энергосбережению предшествует проведение энергоаудита.

## Факторы, сдерживающие энергосбережение
- Одним из препятствий к повсеместному осуществлению энергосбережения в быту на постсоветском пространстве является отсутствие массовой бытовой культуры энергосбережения вследствие длительного советского периода низких цен на энергоносители в прошлом. В странах СНГ цены на энергоресурсы, тепловую и электрическую энергию продолжают оставаться на сравнительно низком уровне по сравнению со странами Европы. Богатство большинства стран СНГ (Россия, Казахстан, Азербайджан, Туркменистан, Узбекистан, Таджикистан, Кыргызстан) энергетическими ресурсами (атомная энергия, нефть, газ, уголь, гидроэнергоресурсы) не  стимулирует к энергосбережению.
- В современный период широко распространена практика применения для населения низких тарифов социальной направленности на многие виды ресурсов (электроэнергия, газ, горячее и холодное водоснабжение, центральное отопление), снижающая заинтересованность потребителей в экономии энергоресурсов.
- Низкая доля расчетов по индивидуальным приборам учёта и применение фиксированных нормативов. Например, при расчёте оплаты без приборов учёта (т.е. по установленному нормативу в расчете на одного человека) у потребителя возникает противоположный сбережению мотив к расточительству. При фиксированном нормативе каждая лишняя потреблённая единица ресурса (кубометр газа или горячей воды) удешевляет потребителю удельную стоимость ресурса.
- Незаинтересованность сбытовых организаций в повсеместном внедрении приборов учёта. Расчёт потребления энергии и других ресурсов по приборам учёта (счётчики газа, горячей и холодной воды, тепла) в большинстве случаев невыгоден для сбытовых организаций[10].
- Дороговизна индивидуальной установки приборов учета для социально незащищённых категорий потребителей. Приобретение, монтаж, поверка и замена индивидуальных приборов учёта в большинстве случаев осуществляется за счёт конечного потребителя. Стоимость работ по индивидуальной установке приборов учёта многократно превышает себестоимость аналогичных работ при массовой организованной установке счётчиков силами ресурсоснабжающих организаций. В ряде случаев установка приборов учёта сильно затруднена по техническим причинам, что приводит к дополнительному удорожанию работ и сводит на нет все преимущества использования приборов учёта.

## Законодательство РФ в области энергосбережения
Начало процессу формирования принципов и механизмов государственной политики в области энергосбережения РФ было положено выходом в свет постановления Правительства Российской Федерации «О неотложных мерах по энергосбережению в области добычи, производства, транспортировки и использования нефти, газа и нефтепродуктов» (№ 371 от 01.06.92 г.) и одобрением в этом же году Правительством РФ Концепции энергетической политики России.
В апреле 1996 года был принят Федеральный закон № 28-ФЗ «Об энергосбережении».
Новый Федеральный закон № 261-ФЗ «Об энергосбережении и о повышении энергетической эффективности и о внесении изменений в отдельные законодательные акты Российской Федерации» от 23 ноября 2009 года определяет основные требования к энергетической эффективности предприятий, организаций, в том числе бюджетных и осуществляющих регулируемые виды деятельности, требования в отношении отдельных видов товаров и оборудования, зданий, в том числе многоквартирных домов, определяет условия энергосервисных контрактов, правила создания и функционирования саморегулируемых организаций энергоаудиторов, вводит штрафы за невыполнение отдельных требований и нормативов энергоэффективности.
Распоряжение Правительства РФ от 01.12.2009 № 1830-р «Об утверждении плана мероприятий по энергосбережению и повышению энергетической эффективности в Российской Федерации» определяет перечень мероприятий, нормативных актов, принимаемых министерствами и ведомствами, а также сроки принятия данных актов во исполнение ФЗ-261 «Об энергосбережении…»
Сегодня энергоэффективность и энергосбережение входят в 5 стратегических направлений приоритетного технологического развития, названных президентом РФ Дмитрием Медведевым на заседании Комиссии по модернизации и технологическому развитию экономики России, которая состоялась 18 июня 2009 года.
Эта тема была продолжена президентом на расширенном заседании президиума Госсовета 2 июля 2009 года в Архангельске. Среди основных проблем, обозначенных Медведевым, — низкая энергоэффективность во всех сферах, особенно в бюджетном секторе, ЖКХ, влияние цен энергоносителей на себестоимость продукции и её конкурентоспособность.
Одна из важнейших стратегических задач страны, поставленной президентом (Указ № 889 от 4 июня 2008 года «О некоторых мерах по повышению энергетической и экологической эффективности российской экономики»)— снижение энергоёмкости отечественной экономики (ВВП) на 40 % к 2020 году. Для её реализации необходимо создание совершенной системы управления энергоэффективностью и энергосбережением. В связи с этим Министерством энергетики РФ было принято решение о преобразовании подведомственного ФГУ «Объединение» Росинформресурс" в Российское энергетическое агентство, с возложением на него соответствующих функций.
Приказ Министерства энергетики РФ от 19 апреля 2010 г. № 182"Об утверждении требований к энергетическому паспорту, составленном по результатам обязательного энергетического обследования, и энергетическому паспорту, составленному на основании проектной документации, и правил направления копии энергетического паспорта, составленного по результатам обязательного энергетического обследования"
Воплотить в жизнь постановления правительства не удалось:
- В РФ до сих пор есть и продолжают строиться многоквартирные и частные здания практически без утепления, либо с минимальным утеплением, которые не соответствуют современным требованиям энергосбережения, например таким, какие приняты в ЕС.
- Многие города продолжают использовать неэффективный и дорогой мазут в качестве сырья для отопления.
- Продолжается использование лампочек накаливания вместо энергосберегающих.

10 сентября 2023 года премьер-министр РФ Михаил Мишустин подписал постановление об утверждении комплексной государственной программы «Энергосбережение и повышение энергетической эффективности», которая определяет основные векторы работы по увеличению энергоэффективности в строительстве, ЖКХ, электро- и теплоэнергетике, транспорте, промышленности, а также популяризации идеи энергосбережения. В результате ее реализации уровень энергоёмкости ВВП РФ должен снизиться более чем на треть к 2035 году.